# SMS Von der Tann
De SMS Von der Tann was de eerste slagkruiser van de Duitse Keizerlijke Marine, evenals het eerste Duitse door een stoomturbine aangedreven schip. De Von der Tann kon een snelheid halen van 27 knopen (50 km/h) en had 280 mm geschut en had dus een kleiner kaliber dan het Mark-X geschut op de Britse schepen, maar haalde een hogere snelheid en was zwaarder bepantserd. De Von der Tann nam in de Eerste Wereldoorlog deel aan de bombardementen op de Britse Kust en aan de Slag bij Jutland, waar het de HMS Indefatigable vernietigde. In deze slag werd het schip meermaals getroffen door kanonnen van zwaar kaliber met als gevolg dat na een tijdje alle geschutstorens buiten werking gesteld werden, deze schade werd echter snel hersteld en de Von der Tann was twee maanden later opnieuw operationeel. Na het einde van de oorlog werd het schip geïnterneerd in Scapa Flow in afwachting van een beslissing van de geallieerden over het lot van de vloot. De Von der Tann werd uiteindelijk in 1919 tot zinken gebracht om te voorkomen dat het in Britse handen zou vallen.